# Nhà máy lọc dầu Dung Quất
Nhà máy lọc dầu Dung Quất, thuộc khu kinh tế Dung Quất, là nhà máy lọc dầu đầu tiên của Việt Nam xây dựng thuộc địa phận xã Bình Thuận và Bình Trị, huyện Bình Sơn, tỉnh Quảng Ngãi. Đây là một trong những dự án kinh tế lớn, trọng điểm quốc gia của Việt Nam trong giai đoạn đầu thế kỷ 21.

## Xây dựng
Ngay từ năm 1986 Thủ tướng Chính phủ khi đó là Võ Văn Kiệt đã ký quyết định chọn địa điểm để xây dựng Nhà máy lọc dầu đầu tiên của Việt Nam tại Dung Quất, tuy vậy dự án nhà máy lọc dầu Dung Quất chỉ được chính thức khởi công vào ngày 28 tháng 11 năm 2005.
Nhà máy Lọc dầu Dung Quất được xây dựng với tổng mức đầu tư là hơn 3 tỷ đô la Mỹ (khoảng 40.000 tỷ đồng) với tên dự án là Nhà máy lọc dầu số 1 Dung Quất của chủ đầu tư là Tổng công ty Dầu khí Việt Nam. nay là Tập đoàn Dầu khí Việt Nam - PetroVietnam.
Hợp đồng chính xây dựng Nhà máy lọc dầu Dung Quất đã được Tập đoàn Dầu khí Việt Nam ký với Tổ hợp nhà thầu Technip gồm các Nhà thầu: Technip (Pháp), Technip (Malaysia), JGC (Nhật Bản) và Tecnicas Reunidas (Tây Ban Nha).
Để mô tả khối lượng công việc lớn của dự án tổng thầu của Technip đã so sánh: "Tổng số tài liệu thiết kế và sổ tay vận hành chất đầy khoảng 100 xe tải; diện tích các gói thầu chính xấp xỉ 600 hecta, tương đương với 1.200 sân bóng đá; hơn 150.000 tấn vật tư, thiết bị, tương đương với một triệu xe máy; trên 5 triệu mét dây cáp điện, đủ để căng 2 lần từ Hà Nội đến Thành phố Hồ Chí Minh; gần 17.000 tấn thép các loại, đủ để xây dựng hai tháp Eiffel; và một nhà máy điện công suất trên 100 megawatt đủ dùng cho cả thành phố Quảng Ngãi." Technip cũng thông báo: việc thiết kế thực hiện với tiêu chí sử dụng tối đa các nguồn lực và phương tiện kỹ thuật của Việt Nam, cho nên 75% công việc của nhà máy sẽ do người Việt đảm nhận. Đã có 1.046 kỹ sư và nhân viên nhà máy được đưa đi đào tạo ở nước ngoài để chuẩn bị đảm đương việc vận hành nhà máy Dung Quất trong tương lai.

## Quy mô
Nhà máy chiếm diện tích khoảng 810 ha, trong đó 345 ha mặt đất và 471 ha mặt biển. Công suất tối đa của nhà máy là 6,5 triệu tấn dầu thô/năm tương đương 148.000 thùng/ngày, dự kiến đáp ứng khoảng 30% nhu cầu tiêu thụ xăng dầu ở Việt Nam.
Nhà máy sản xuất khí hóa lỏng LPG, propylene, polypropylene, xăng A92 và A95, dầu hỏa, nhiên liệu phản lực, diesel và dầu nhiên liệu. Nhà máy gồm 14 phân xưởng chế biến công nghệ, 10 phân xưởng năng lượng phụ trợ và 8 hạng mục ngoại vi. Các hạng mục chính của nhà máy bao gồm:
- Cảng nhập dầu thô
- Khu bể chứa dầu thô
- Các phân xưởng phụ trợ
- Các phân xưởng công nghệ
- Khu bể chứa trung gian
- Đường ống dẫn và khu bể chứa sản phẩm
- Cảng xuất sản phẩm bằng đường biển và trạm xuất bằng đường bộ
- Đê chắn sóng
- Khu nhà hành chính
- Nhà máy sản xuất polypropylene

## Hoạt động
Nhà máy được vận hành nâng công suất dần dần từ ngày 25 tháng 2 năm 2009  dự kiến đến tháng 8 năm 2009 đạt 100% công suất để sản xuất ra các sản phẩm khí hóa lỏng (gas) LPG (900-1.000 tấn/ngày) xăng A90 (2.900-5.100 tấn/ngày) và A92-95 (2.600-2.700 tấn/ngày), dầu Diesel (7.000-9.000 tấn/ngày), LPG và các sản phẩm khác như Propylene (320-460 tấn/ngày), xăng máy bay Jet-A1 và nhiên liệu cho động cơ phản lực (650-1.250 tấn/ngày) và dầu đốt lò F.O (1.000-1.100 tấn/ngày). Trong giai đoạn 1, nhà máy sẽ chế biến dầu thô từ mỏ Bạch Hổ và trong giai đoạn 2, sẽ chế biến dầu thô từ mỏ Bạch Hổ (85) và dầu chua từ Dubai (15%).
Vào ngày 18 tháng 2 năm 2009, Ủy ban Nhân dân tỉnh Quảng Ngãi và Tập đoàn Dầu khí Việt Nam đã tổ chức một buổi họp báo về sự kiện đón mừng dòng sản phẩm đầu tiên của nhà máy Dung Quất. Và đến tối ngày 23 tháng 2 năm 2009, lễ đón dòng sản phẩm đầu tiên của nhà máy đã diễn ra tại khu bể chứa sản phẩm. Và đại diện của Tổng cục Tiêu chuẩn đo lường chất lượng thuộc Bộ Khoa học - công nghệ Việt Nam nhân dịp này cũng đã chính thức công bố giấy xác nhận về chất lượng sản phẩm xăng dầu của nhà máy.
Ngày 6 tháng 1 năm 2011, nhà máy lọc dầu Dung Quất được khánh thành. Nhà máy hiện do Công ty TNHH một thành viên lọc hóa dầu Bình Sơn (BSR) quản lý.

## Địa điểm
Nhà máy lọc dầu Dung Quất đã chịu nhiều chỉ trích quốc tế về địa điểm và giá trị của nó. Những người chỉ trích cho rằng chính trị đã xen vào quyết định kinh tế. Năm 1995, tập đoàn Total SA của Pháp đã chấm dứt thương lượng đầu tư với lý do rằng chính phủ đòi phải đặt nhà máy tại miền trung, cách xa những cơ sở hạ tầng dầu mỏ trong nước, trong khi thị trường tiêu thụ chính là thị trường phía bắc và phía nam trong khi miền trung không phải là địa điểm tốt để sản xuất và tiêu thụ. Năm 1997, Ngân hàng Thế giới nói dự án này sẽ "không làm gì cho nền kinh tế" và năm sau Quỹ Tiền tệ Quốc tế nói rằng giá trị của dự án này "đáng ngờ". Năm 1998, mặc dù đã ký hợp đồng tham gia, tập đoàn Zarubezhneft cho rằng vịnh Dung Quất là "một địa điểm rất xấu", và đến năm 2002 đã rời bỏ dự án. Năm 2003, Liên Hợp Quốc đã nhắc đến dự án này khi nói rằng Việt Nam nên tránh xa những "đầu tư có thu nhập thấp".
7.000 hộ gia đình phải tái định cư ở nơi khác trước năm 2015 để có chỗ cho khu kinh tế Dung Quất. Một số người làm nghề đánh cá cũng đã nhận thấy có ít cá hơn vì tiếng động từ nhà máy.
Trước nhiều ý kiến chỉ trích, Thủ tướng Võ Văn Kiệt đã kiên quyết giữ quan điểm: Phải xây dựng Nhà máy lọc dầu ở Dung Quất, trước hết là để đảm bảo an ninh năng lượng cho đất nước và tạo đà phát triển kinh tế cho tỉnh Quảng Ngãi và cả một khu vực miền Trung. Điều kiện để phát triển kinh tế của miền Trung lại rất hạn chế: tài nguyên thiên nhiên hầu như không có, đất đai nghèo nàn chật hẹp, cả tỉnh Quảng Ngãi không có khu du lịch, không có nhà máy lớn. Nếu chỉ tính riêng nhà máy thì đặt ở Dung Quất là không có lợi thế so với các địa phương khác, nhưng nếu tính hiệu quả tổng hợp về kinh tế - xã hội lan tỏa đến cả một vùng thì đặt ở Dung Quất là có lợi nhất: đó là tiền đề thúc đẩy các nhà đầu tư trong nước và nước ngoài tiếp tục đầu tư vào khu kinh tế Dung Quất trên các lĩnh vực công nghiệp hóa chất, công nghiệp cơ khí, đóng sửa tàu biển, luyện cán thép, vận tải, điện tử... Từ năm 2004 trở lại đây, tăng trưởng GDP của Quảng Ngãi luôn ở mức trên 11%, từ chỗ phải nhận trợ cấp từ trung ương thì đến năm 2006 đã nộp ngân sách trên 1.000 tỷ đồng, cơ cấu kinh tế đã được chuyển dịch theo hướng Công nghiệp - Dịch vụ và tạo ra sự phát triển đồng bộ trên toàn tỉnh.

## Hiệu quả kinh tế
Hiệu quả kinh tế của Nhà máy lọc dầu Dung Quất đến nay vẫn còn là một đề tài bàn cãi, bởi nhà nước phải bỏ tiền ra để gián tiếp trợ giá cho các sản phẩm từ nhà máy. Theo tính toán của Petrovietnam vào năm 2015 thì nếu giá dầu ở mức 60 đô-la/thùng, thì chỉ riêng năm 2015, nhà nước phải bỏ ra 1.065,7 tỉ đồng và giai đoạn 2016-2018, mỗi năm phải bỏ ra 3.011 tỉ đồng để bù cho Nhà máy lọc dầu Dung Quất. Đầu năm 2016 với việc thuế nhập khẩu xăng từ các nước trong khu vực ASEAN giảm từ 20% về 10%  và thuế nhập khẩu diesel giảm về 0%, Petrovietnam tuyên bố sẽ phải cắt giảm sản lượng, thậm chí tạm đóng cửa Nhà máy lọc dầu Dung Quất nếu như không được hạ mức thuế. Tính chung từ khi nhà máy hoạt động vào năm 2010 đến năm 2014, nhà máy đã lỗ trên 1.000 tỉ đồng. Tuy nhiên nếu không tính phần nhà nước trợ giá trợ giá bằng thuế số tiền lỗ trong thời gian này sẽ phải lên tới 27.600 tỉ đồng (tức khoảng 1,2 tỷ USD). Theo dự tính ban đầu, việc trợ giá này sẽ kéo dài tới năm 2018, nhưng vào tháng 6/2015, PetroVietnam tiếp tục kiến nghị lên Chính phủ cho gia hạn những ưu đãi trên đến năm 2027.
Ngoài ra nhà máy lọc dầu Dung Quất còn được hưởng thuế thu nhập doanh nghiệp chỉ 10% trong vòng 30 năm, trong đó miễn thuế hoàn toàn trong vòng 5 năm đầu, giảm 50% thuế trong 9 năm tiếp theo.
Việc nhà máy vận hành trễ hơn sơ với dự kiến ban đầu đến 9 năm, cũng làm cho các Báo cáo nghiên cứu khả thi của dự án đã không còn chính xác và các biến động thị trường khiến nó càng xa những tính toán ban đầu hơn.
Sau 7 năm đi vào vận hành thương mại, đến hết quý 2/2017, nhà máy đạt tổng doanh thu trên 37 tỷ USD, lợi nhuận gần 14.000 tỷ đồng và nộp ngân sách trên 7 tỷ USD, gấp đôi tổng mức đầu tư nhà máy.

## Các vấn đề về kỹ thuật
Kể từ khi được đưa vào hoạt động đến nay, nhà máy lọc dầu Dung Quất đã phải nhiều lần đóng cửa để sửa chữa, bảo trì. Ngay từ tháng 7 năm 2011 (tức chỉ 6 tháng sau khi chính thức khánh thành) nhà máy đã phải đóng cửa 2 tháng để sửa chữa. Đến cuối tháng 5 năm 2012, nhà máy lại đóng cửa gần 2 tháng để xử lý các vấn đề kỹ thuật. Ngày 8 tháng 7 năm 2012 nhà máy hoạt động trở lại, nhưng chỉ 1 tháng sau, đến ngày 8 tháng 8 năm 2012 nhà máy lại phải đóng cửa để sửa chữa. Từ ngày 19 tháng 5 đến ngày 11 tháng 7 năm 2014 nhà mày ngưng hoạt động để bảo dưỡng.